# Dream Parade
Dream Parade è l'album di debutto del cantautore olandese Dotan, pubblicato il 20 maggio 2011 dalla Capitol Music Group.

## Il disco
Da questo primo album sono stati estratti tre singoli Tell a Lie, This Town e Where We Belong.

## Tracce
1. Feel – 1:47
2. Where We Belong – 3:54
3. This Town – 4:30
4. Secret Faces – 3:56
5. All That I Can Be – 3:28
6. Shine On – 4:03
7. Illusion – 3:55
8. Daydreamer – 3:13
9. Tell a Lie – 4:02
10. Heart of Stone – 3:20
11. Hopes and Dreams – 4:00